# Microregiunea Őriszentpéter
Microregiunea Őriszentpéter (în maghiară Őriszentpéteri kistérség) a fost o microregiune statistică (kistérség) din județul Vas, Ungaria.
Cu o populație de 6.403 locuitori și o suprafață de 305,23 km2, aceasta a existat până în 2014, când în Ungaria, microregiunile ”kistérségek” au fost înlocuite de districte (járások).